# ベルモント郡 (オハイオ州)
ベルモント郡（英: Belmont County）は、アメリカ合衆国オハイオ州の東部に位置する郡である。2010年国勢調査での人口は70,400人であり、2000年の70,226人から0.2%増加した。郡庁所在地はセントクレアズビル市（人口5,184人）であり、同郡で人口最大の都市はマーティンズフェリー市（人口6,915人）である。
ベルモント郡はウェストバージニア州ホイーリング市を中心とする大都市圏に属している。郡名はフランス語で「美しい山」を意味している。

## 歴史
ベルモント郡は1976年に女性の保安官キャサリン・クランブリーを選んだことでは国内初の郡となった。
1987年、郡民のマイケル・A・マッサが郡初の公式郡章と旗を制作し、公開した（右上の郡章を参照）。郡民は郡章と旗を選ぶ非公式投票を行い、その様子は全国ネットのポール・ハーベイ・ショーで放映された。

## 地理
アメリカ合衆国国勢調査局に拠れば、郡域全面積は541.27平方マイル (1,401.9 km2)であり、このうち陸地532.13平方マイル (1,378.2 km2)、水域は9.14平方マイル (23.7 km2)で水域率は1.69%である。

### 隣接する郡
- ハリソン郡 - 北
- ジェファーソン郡 - 北東
- オハイオ郡 (ウェストバージニア州) - 東
- マーシャル郡 (ウェストバージニア州) - 南東
- モンロー郡 - 南
- ノーブル郡 - 南西
- ガーンジー郡 - 西

## 人口動態
以下は2000年国勢調査による人口統計データである。
| 基礎データ - 人口: 70,226人 - 世帯数: 28,309 世帯 - 家族数: 19,250 家族 - 人口密度: 50人/km2（131人/mi2） - 住居数: 31,236軒 - 住居密度: 22軒/km2（58軒/mi2） 人種別人口構成 - 白人: 94.98% - アフリカン・アメリカン: 3.64% - ネイティブ・アメリカン: 0.14% - アジア人: 0.30% - 太平洋諸島系: 0.02% - その他の人種: 0.16% - 混血: 0.77% - ヒスパニック・ラテン系: 0.39% 先祖による構成 - ドイツ系：20.2% - アイルランド系：12.5% - アメリカ人：12.0% - イギリス系：10.3% - イタリア系：10.2% - ポーランド系：9.0% | 年齢別人口構成 - 18歳未満: 21.8% - 18-24歳: 7.7% - 25-44歳: 27.4% - 45-64歳: 24.9% - 65歳以上: 18.2% - 年齢の中央値: 41歳 - 性比（女性100人あたり男性の人口） - 総人口: 96.4 - 18歳以上: 93.6 世帯と家族（対世帯数） - 18歳未満の子供がいる: 28.3% - 結婚・同居している夫婦: 53.1% - 未婚・離婚・死別女性が世帯主: 11.2% - 非家族世帯: 32.0% - 単身世帯: 28.7% - 65歳以上の老人1人暮らし: 15.1% - 平均構成人数 - 世帯: 2.37人 - 家族: 2.90人 収入と家計 - 収入の中央値 - 世帯: 29,714米ドル - 家族: 37,538米ドル - 性別 - 男性: 31,211米ドル - 女性: 19,890米ドル - 人口1人あたり収入: 16,221米ドル - 貧困線以下 - 対人口: 14.6% - 対家族数: 11.7% - 18歳未満: 20.4% - 65歳以上: 9.8% |

## 郡政府
郡政府事務所の大半はベルモント郡庁舎に入っている。
ベルモント郡旗は1988年に地元州役人のマイケル・マッサがデザインした。郡民は全国放送された投票でマッサがデザインした一群の旗の中から選定した。郡章が郡旗に描かれた。

### 矯正所
セントクレアズビル市周辺に幾つかの矯正施設がある。ベルモント矯正所はセントクレアズビル市とウォーノック村の間、州道331号線の広さ158エーカー (0.64 km2) の敷地にある。この施設には2,698人の囚人を収容している。ベルモント郡監獄はセントクレアズビル市内にあり、ベルモント・カレッジとオハイオ大学東部キャンパスの近くにある。この施設には72床があり、郡保安官事務所も入っている。また郡周辺のために機能する17床のサーガス少年矯正所もある。この施設は郡監獄の隣にある。

## 郡区

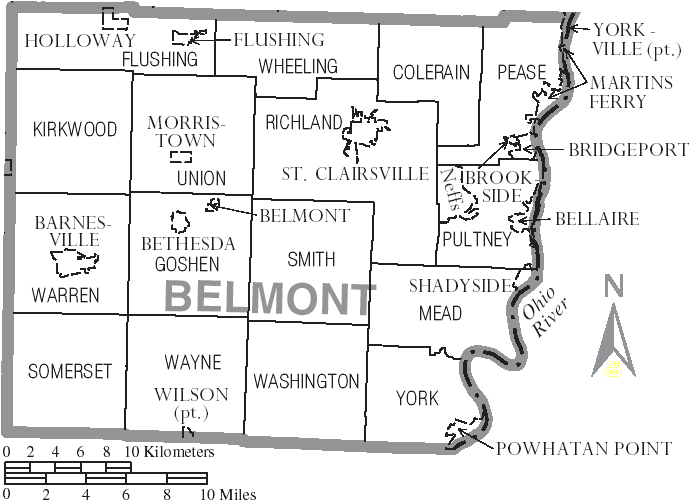
ベルモント郡図

ベルモント郡は下記16の郡区に分割されている。
| - コールレイン - フラッシング - ゴーシェン - カークウッド | - ミード - ピース - パルトニー - リッチランド | - スミス - サマセット - ユニオン - ウォーレン | - ワシントン - ウェイン - ホイーリング - ヨーク |

## 都市
- マーティンズフェリー
- セントクレアズビル - 郡庁所在地

### 村
| - バーンズビル - ベルエア - ベルモント - ベセスダ | - ブリッジポート - ブルックサイド - フェアビュー - フラッシング | - ホロウェイ - モリスタウン - ポーハタン | - シャディサイド - ウィルソン - ヨークビル |

### 国勢調査指定地域
- Neffs

### 未編入の町
| - アレドニア - バノック - バートン - ブレイン | - センタービル - コールレイン - フェアポイント - グレンコー | - ジェイコブズバーグ - ラファーティ - ランシング - メナード | - リバービュー - サマートン - テンペランスビル - ウォーノック |

## 教育

### 初等・中等教育
郡内には下記9つの教育学区がある。
- バーンズビル免除村教育学区
- ベルエア・ローカル教育学区
- ベルモント郡教育サービスセンター
- ブリッジポート免除村教育学区
- マーティンズフェリー市教育学区
- オルニー・フレンズ教育学区
- シャディサイド・ローカル教育学区
- セントクレアズビル・リッチランド市教育学区
- ユニオン・ローカル高校学区

郡内の小部分は複数の郡に跨るスウィッツァランド・オブ・オハイオ・ローカル教育学区が管轄している。

### 高等教育機関
- ベルモント・カレッジ
- オハイオ大学東部キャンパス